# François Wicart
Pour les articles homonymes, voir Wicart.
François Wicart est un footballeur français, né le 3 janvier 1926 à Bruay-en-Artois et mort le 27 septembre 2015 à Feurs. Ce défenseur-latéral n'a connu que deux clubs professionnels : le FC Rouen et l'AS Saint-Étienne.
Il a prolongé sa carrière chez les verts comme technicien, assurant à deux reprises l'intérim du poste d'entraîneur de l'équipe professionnelle, remplaçant successivement René Vernier et Henri Guérin. En 1960, il rentre dans le staff technique aux côtés de René Vernier avec le titre d'entraîneur suppléant. Il lui est demandé de préparer l'avenir de l'ASSE en s'occupant plus spécifiquement des espoirs du club. 
Mais le 15 novembre 1960, l'entraîneur René Vernier est remercié pour absence de résultat. L'ASSE occupe une peu reluisante 12e place alors qu'en début de saison, certains techniciens comme Albert Batteux, qui officiait alors à Reims, n'hésitait pas à désigner Saint-Étienne comme l'un des outsiders pour la victoire finale. Le président de la commission sportive, Roger Rocher, qui prend de plus en plus d'importance au sein du comité directeur, confie la direction de l'équipe à François Wicart. Il entreprend un redressement spectaculaire et permet aux Verts d'atteindre les quarts de finale de la Coupe de France ainsi qu'une honorable 5e place au classement du championnat 1960-61. 
La saison suivante, il cède sa place à Henri Guérin. Le 26 mars 1962, à la suite d'une défaite humiliante à Lyon (0-4), il est à son tour limogé et François Wicart reprend du service avec comme impératif de sauver le club de la relégation. Il n'atteint pas cet objectif mais il permet à l'ASSE de remporter sa première Coupe de France au détriment de Nancy battu 1-0 à Colombes le 13 mai 1962. 
Lors de la saison 1962-63, il est reconduit au poste d'entraîneur et il parvient, sans trop de difficultés, à faire remonter Saint-Étienne parmi l'élite. Il peut alors s'effacer au profit du mythique Jean Snella qui prend la succession à partir de la saison 1963-64 avec le succès que l'on sait.

## Palmarès

### Joueur
- Champion de France en 1957 avec l'AS Saint-Étienne
- Finaliste de la Coupe de France en 1960 avec l'AS Saint-Étienne
- Vainqueur de la Coupe Charles Drago en 1955 et 1958 avec l'AS Saint-Étienne
- Vainqueur du Challenge des champions en 1957 avec l'AS Saint-Étienne

### Entraîneur
- Champion de France de D2 en 1963 avec l'AS Saint-Étienne
- Vainqueur de la Coupe de France en 1962 avec l'AS Saint-Étienne
- Vainqueur du Challenge des champions en 1962 avec l'AS Saint-Étienne